# مارون تیستلثویت
مارون تیستلثویت (انگلیسی: Morwen Thistlethwaite؛ زادهٔ ۱ ژانویهٔ ۲۰۰۰) دانشمند در زمینه توپولوژی اهل ایالات متحده آمریکا است.